# Stångenäs härad

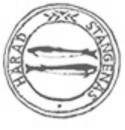
Stångenäs härads sigill.

Stångenäs härad var ett härad i mellersta Bohuslän inom nuvarande Lysekils kommun. Tingsplats var före 1732 gårdarna Broberg och Mellby i Bro socken, därefter Kviström (Kvistrum) i Foss socken i Tunge härad.

## Namnet
Häradsnamnet skrevs 1338 j Stanganesi. Det innehåller i förleden "stång" som har oviss innebörd. Efterleden är "näs".

## Socknar
- Brastads socken
- Bro socken
- Lyse socken
- Lysekils socken

samt
- Lysekils köping till 1903

Lysekils stad bildades 1903 och hade egen jurisdiktion med en rådhusrätt till 1938.

## Geografi
Häradet omfattade Stångenäset mellan Gullmarsfjorden och Åbyfjorden. Trakten är bergig och klipporna närmast havet kala. Dalarna består av bördig jordbruksbygd.
I Bro socken finns borgruinen Röe invid Röe herrgård. Andra senare sätesgårdar var Vese säteri i Bro socken, Brobergs säteri i Bro socken, Holma säteri i Brastads socken och Torps herrgård i Brastads socken.
Gästgiverier fanns i Skådene i Bro socken och Häggvall i Lyse socken.

## Län, fögderier, domsagor, tingslag och tingsrätter
Häradet hör sedan 1998 till Västra Götalands län, innan dess från 1680 till Göteborgs och Bohus län, före 1700 benämnd Bohus län. Kyrkligt tillhör församlingarna Göteborgs stift
Häradets socknar hörde till följande fögderier:
- 1686-1966 Sunnervikens fögderi
- 1967-1990 Munkedals fögderi

Häradets socknar tillhörde följande domsagor, tingslag och tingsrätter:
- 1681-1697 Stångenäs tingslag i 
  - 1681-1682 Lane, Stångenäs, Sotenäs, Tunge, Sörbygdens, Bullarens, Kville, Tanum och Vette härader
  - 1683-1697 Inlands Nordre, Inlands Fräkne, Lane och Stångenäs häraders domsaga
- 1698-1732 Stångenäs och Sotenäs tingslag i Lane, Stångenäs, Sörbygdens, Tunge och Sotenäs häraders domsaga
- 1732-1917 (24 augusti) Tunge, Stångenäs, Sörbygdens och Sotenäs tingslag i Lane, Stångenäs, Sörbygdens, Tunge och Sotenäs häraders domsaga, från mitten av 1800-talet kallad Sunnervikens domsaga
- 1917-1970 Sunnervikens tingslag i Sunnervikens domsaga

- 1971- Uddevalla tingsrätt med dess domsaga